# Franklin (Quebec)
Franklin es un municipio de la provincia de Quebec, Canadá. Es una de las ciudades pertenecientes al municipio regional de condado de Le Haut-Saint-Laurent y, a su vez, a la región de Vallée-du-Haut-Saint-Laurent en Montérégie.

## Geografía

Ubicación de Franklin en Haut-Saint-Laurent

El territorio de Franklin se encuentra ubicado entre los municipios de Hinchinbrooke al oeste, Ormstown al noroeste, Très-Saint-Sacrement al norte, Saint-Chrysostome al noreste, Havelock al este, así como el estado estadounidense de Nueva York al sur. Tiene una superficie total de 112,72 km² cuyos 112,22 son tierra firme.

## Política
Forma parte de las circunscripciones electorales de Huntingdon a nivel provincial y de Beauharnois-Salaberry a nivel federal.

## Demografía
Según el censo de 2011, había 1688 personas residiendo en esta ciudad con una densidad poblacional de 14,9 hab./km². Los datos del censo mostraron que de las 1651 personas censadas en 2006, en 2011 hubo un aumenta de 37 habitantes (2,2 %). El número total de inmuebles particulares resultó de 767. El número total de viviendas particulares que se encontraban ocupadas por residentes habituales fue de 696.